# Prix Femina

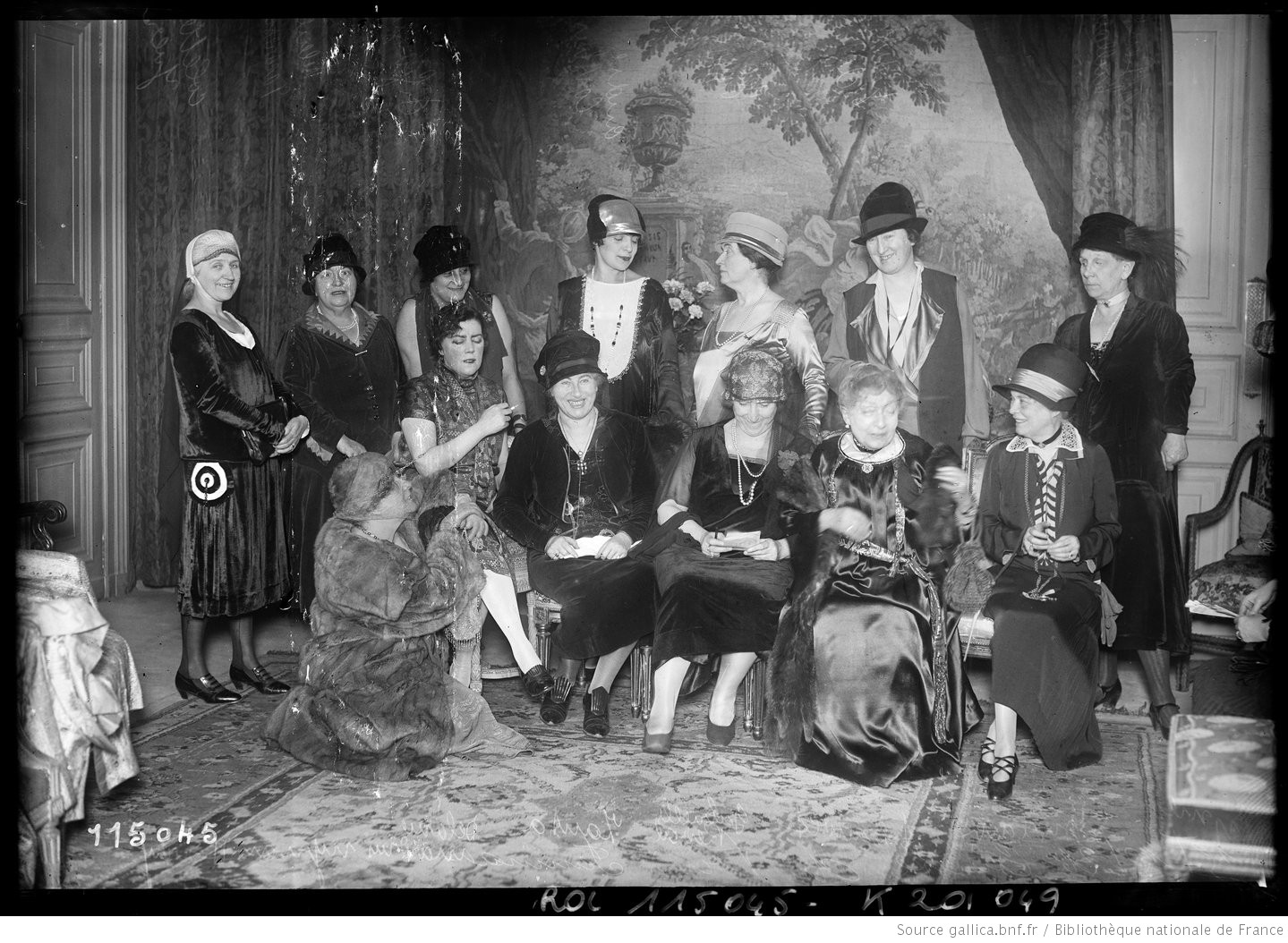
Porota v roce 1926

Prix Femina je francouzské literární ocenění udělované od roku 1904, kdy bylo vytvořeno 22 přispěvateli časopisu Femina (dřívější název časopisu zněl La Vie heureuse). Cena je udělována každoročně. Porotu tvoří pouze ženy, vítězi se mohou stát i muži. Ocenění je vyhlašováno v první listopadovou středu kalendářního roku.
V roce 2004 byla jednorázově udělena Prix du centenaire du jury Femina („cena století“) belgicko-australskému spisovateli Simonu Leysovi.

## Přehled laureátů
Prix Femina má čtyři kategorie:
- Prix Femina – hlavní cena
- Prix Femina Essai – za nejlepší esej
- Prix Femina Étranger – za nejlepší zahraniční román
- Prix Femina des lycéens (od roku 2016)

### Prix Femina

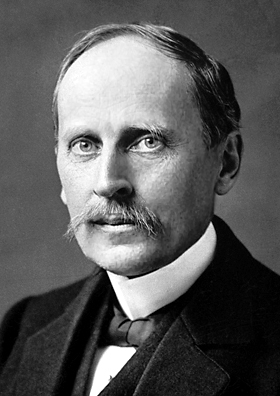
Romain Rolland, oceněný 1905

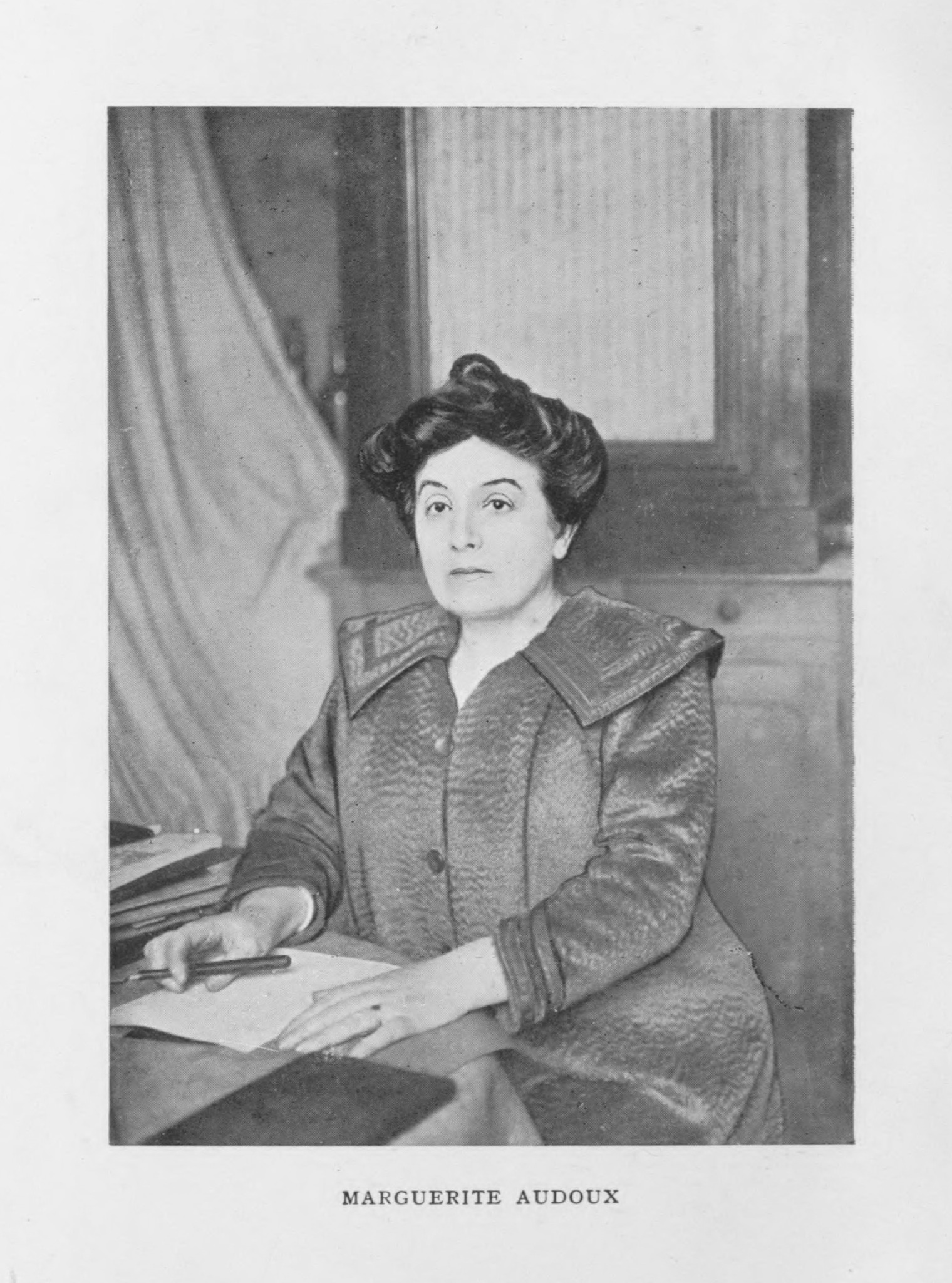
Marguerite Audoux oceněna 1910

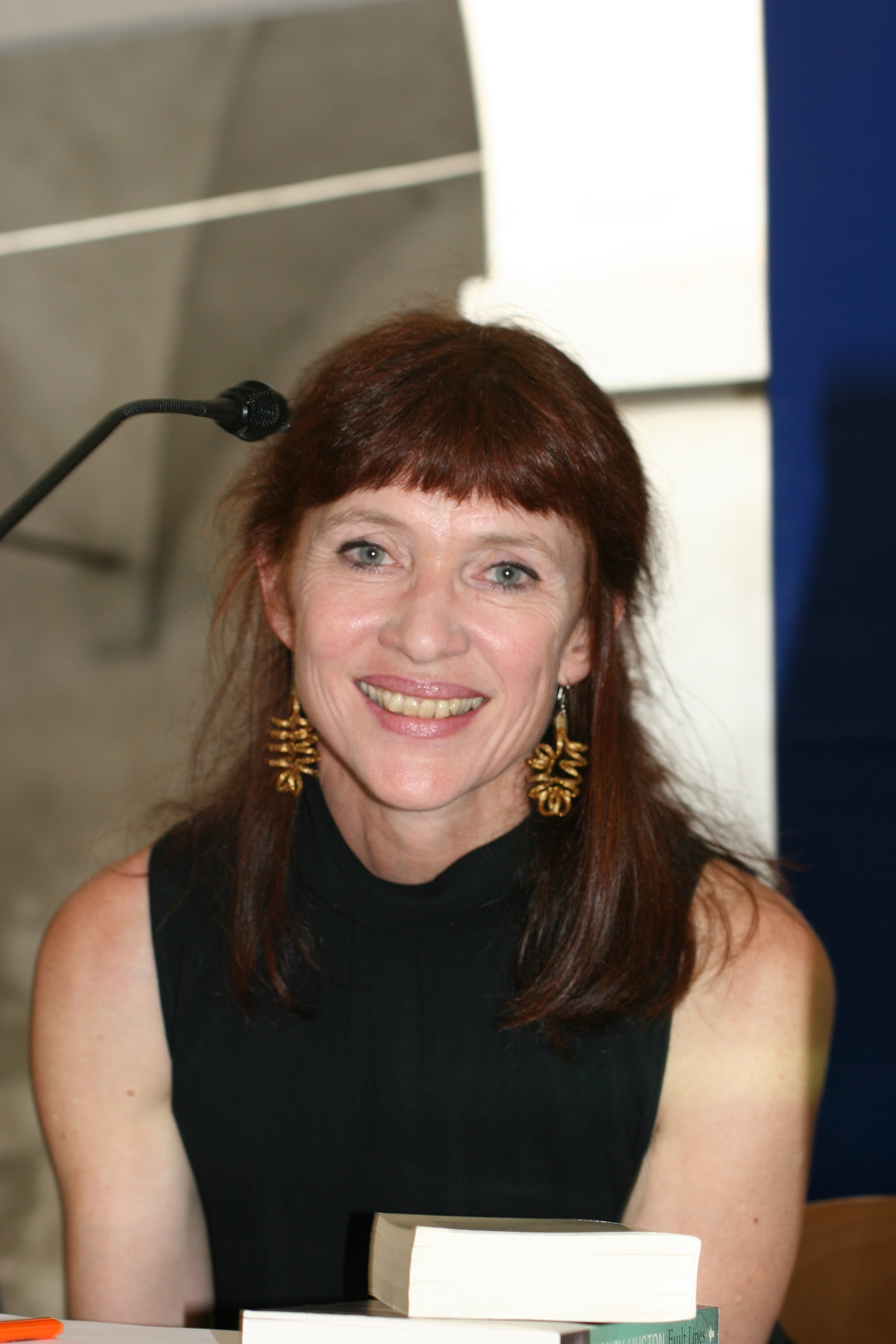
Nancy Hustonová, oceněna 2006

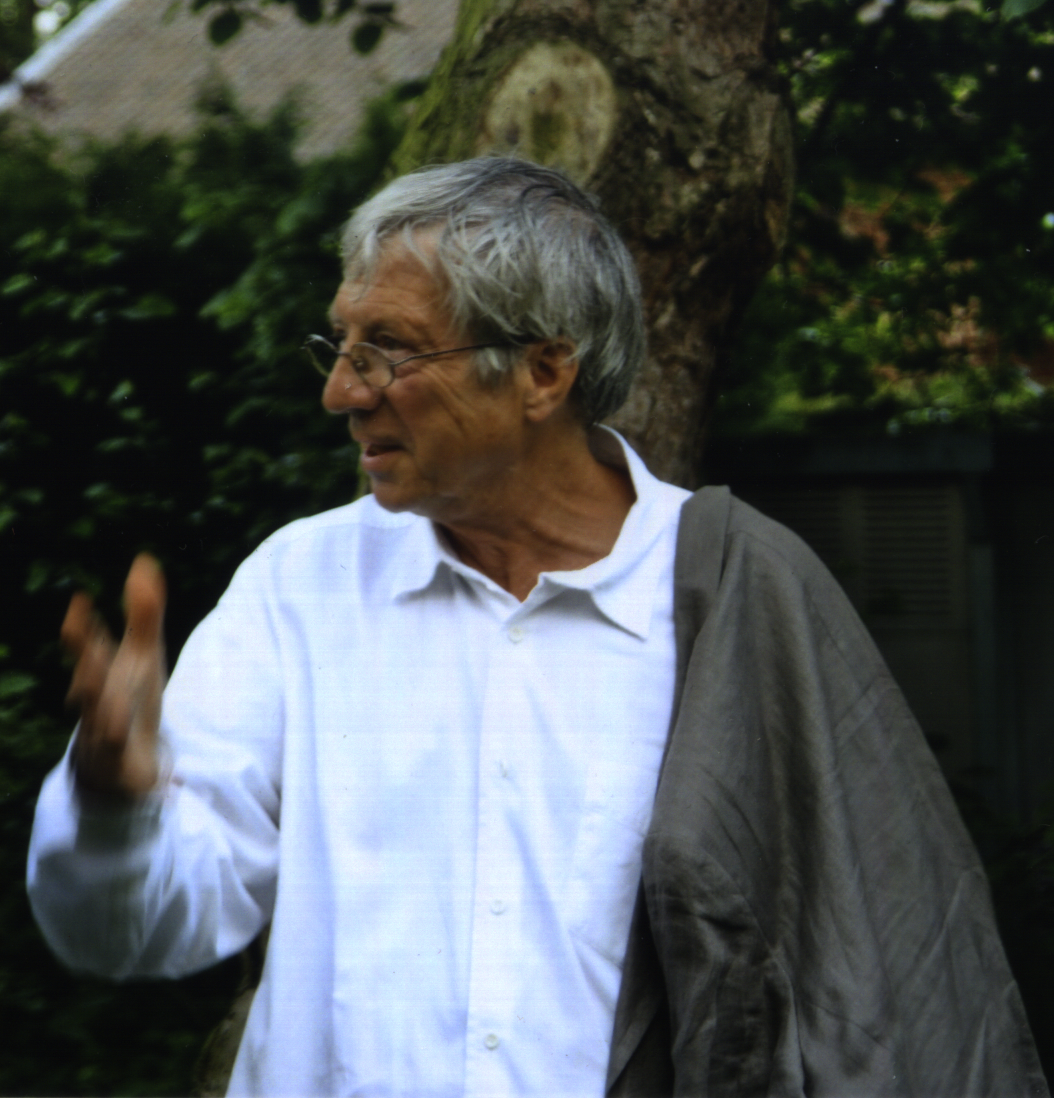
Jean-Louis Fournier, oceněný 2009

- 2023: Triste tigre – Neige Sinnová[1]
- 2022: Un chien à ma table – Claudie Hunzingerová[2]
- 2021: S'adapter – Clara Dupont-Monod
- 2020: Nature humaine – Serge Joncour[3]
- 2019: Par les routes – Sylvain Prudhomme
- 2018: Le Lambeau – Philippe Lançon[4]
- 2017: La Serpe – Philippe Jaenada[5]
- 2016: Le Garçon – Marcus Malte[6]
- 2015: La Cache – Christophe Boltanski[7]
- 2014: Bain de lune – Yanick Lahens[8]
- 2013: La Saison de l'ombre – Léonora Mianová, první africká laureátka[9]
- 2012: Peste et Choléra – Patrick Deville[10]
- 2011: Jayne Mansfield 1967 – Simon Liberati
- 2010: La vie est brève et le désir sans fin – Patrick Lapeyre
- 2011: Jayne Mansfield 1967 – Simon Liberati
- 2009: Personne – Gwenaëlle Aubry
- 2008: Où on va, papa? – Jean-Louis Fournier
- 2007: Baisers de cinéma – Eric Fottorino
- 2006: Rodová znamení (Lignes de faille) – Nancy Hustonová
- 2005: Asile de fous – Régis Jauffret
- 2004: Život po francouzsku (Une vie française) – Jean-Paul Dubois
- 2003: Le complexe de Di (Mr. Muo's Travelling Couch) – Dai Sijie
- 2002: Les adieux à la reine (Farewell, My Queen) – Chantal Thomas
- 2001: Rosie Carpe – Marie NDiaye
- 2000: Dans ces bras-là (In His Arms) – Camille Laurens
- 1999: Anchise – Maryline Desbiolles
- 1998: Le Dit de Tianyi (The River Below) – François Cheng
- 1997: Amour noir – Dominique Noguez
- 1996: Week-end de chasse à la mère – Genevière Brisac
- 1995: La Classe de neige (Class Trip) – Emmanuel Carrère
- 1994: Port-Soudan – Olivier Rolin
- 1993: L'Oeil du silence – Marc Lambron
- 1992: Aden - Anne-Marie Garat
- 1991: Déborah et les anges dissipés – Paula Jacques
- 1990: Nous sommes éternels – Pierrette Fleutiaux
- 1989: Jours de colère – Sylvie Germain
- 1988: Le Zèbre (The Zebra) – Alexandre Jardin
- 1987: L'Égal à Dieu (God's Equal) – Alain Absire
- 1986: L'Enfer – René Belletto
- 1985: Sans la miséricorde du Christ – Hector Bianciotti
- 1984: Tous les soleils – Bertrand Visage
- 1983: Riche et légère – Florence Delay
- 1982: Les Fous de Bassan (In the Shadow of the Wind) – Anne Hébertová
- 1981: Le Grand Vizir de la nuit – Catherine Hermary-Vieille
- 1980: Joue-nous España – Jocelyne François
- 1979: Le Guetteur d'ombre – Pierre Moinot
- 1978: Un amour de père – François Sonkin
- 1977: La neige brûle – Régis Debray
- 1976: Le Trajet – Marie-Louise Haumont
- 1975: Le Maître d'heure – Claude Faraggi
- 1974: L'Imprécateur – René-Victor Pilhes
- 1973: Juan Maldonne – Michel Dard
- 1972: Ciné-roman – Roger Grenier
- 1971: La Maison des Atlandes – Angelo Rinaldi
- 1970: La Crève – François Nourissier
- 1969: La Deuxième Mort de Ramón Mercader – Jorge Semprún
- 1968: L'Oeuvre au noir (The Abyss) – Marguerite Yourcenarová
- 1967: Élise ou la Vraie Vie – Claire Etcherelli
- 1966: Nature morte devant la fenêtre – Irène Monesi
- 1965: Quelqu'un (Someone) – Robert Pinget
- 1964: Le Faussaire – Jean Blanzat
- 1963: La Nuit de Mougins – Roger Vrigny
- 1962: Le Sud – Yves Berger
- 1961: Le Promontoire (The Promontory) – Henri Thomas
- 1960: La Porte retombée – Louise Bellock
- 1959: Au pied du mur – Bernard Privat
- 1958: L'Empire céleste (Café Céleste) – Françoise Mallet-Joris
- 1957: Le Carrefour des solitudes – Christian Megret
- 1956: Les Adieux – François-Régis Bastide
- 1955: Le pays où l'on arrive jamais – André Dhôtel
- 1954: La Machine humaine – Gabriel Véraldi
- 1953: La Pierre angulaire – Zoé Oldenbourg
- 1952: Le Souffle – Dominique Rolin
- 1951: Jabadao – Anne de Tourville
- 1950: La Femme sans passé – Serge Groussard
- 1949: La Dame de coeur – Maria Le Hardouin
- 1948: Les Hauteurs de la ville – Emmanuel Roblès
- 1947: Štěstí z výprodeje (Bonheur d'occasion) – Gabrielle Roy
- 1946: Le Temps de la longue patience – Michel Robida
- 1945: Le Chemin du soleil – Anne-Marie Monnet
- 1944: Décerné aux Éditions de Minuit
- 1943: cena neudělena
- 1942: cena neudělena
- 1941: cena neudělena
- 1940: cena neudělena
- 1939: La Rose de la mer – Paul Vialar
- 1938: Caroline ou le Départ pour les îles – Félix de Chazournes
- 1937: Campagne – Raymonde Vincent
- 1936: Sangs – Louise Hervieu
- 1935: Bénédiction – Claude Silve
- 1934: Le Bateau-refuge – Robert Francis
- 1933: Claude – Geneviève Fauconnier
- 1932: Le Pari – Ramon Fernandez
- 1931:  Noční let (Vol de nuit) – Antoine de Saint-Exupéry
- 1930: Cécile de la Folie – Marc Chadourne
- 1929: La Joie – Georges Bernanos
- 1928: Georgette Garou – Dominique Dunois
- 1927: Grand-Louis l'innocent – Marie Le Franc
- 1926: Prodige du coeur – Charles Silvestre
- 1925: Jeanne d'Arc – Joseph Delteil
- 1924: Le Bestiaire sentimental – Charles Derennes
- 1923: Les Allongés – Jeanne Galzy
- 1922: Silbermann – Jacques de Lacretelle
- 1921: Cantegril – Raymond Escholier
- 1920: Le Jardin des Dieux – Edmond Gojon
- 1919: Les Croix de bois – Roland Dorgelès
- 1918: Le Serviteur – Henri Bachelin
- 1917: L'Odyssée d'un transport torpillé – René Milan
- 1916: cena neudělena
- 1915: cena neudělena
- 1914: cena neudělena
- 1913: La Statue voilée – Camille Marbo
- 1912: Feuilles mortes – Jacques Morel
- 1911: Le Roman du malade – Louis de Robert
- 1910: Marie-Claire – Marguerite Audoux
- 1909: Le reste est silence – Edmond Jaloux
- 1908: La Vie secrète – Édouard Estaunié
- 1907: Princesses de science – Colette Yver
- 1906: Gemmes et moires – André Corthis
- 1905: Jan Kryštof (Jean-Christophe) – Romain Rolland
- 1904: La Conquête de Jérusalem – Myriam Harry

### Prix Femina Étranger
- 2023: The Sentence – Louise Erdrichová[1]
- 2022: La Dépendance – Rachel Cusková[2]
- 2021: Madame Hayat – Ahmet Altan
- 2020: Ce que je ne veux pas savoir a Le coût de la vie – Deborah Levyová[3]
- 2019: Ordesa – Manuel Vilas
- 2018: The Ninth Hour (La Neuvième Heure) – Alice McDermottová[4]
- 2017: Ecrire pour sauver une vie, le dossier Louis Till – John Edgar Wideman
- 2016: Les Vies de papier – Rabih Alameddine
- 2015: Thirst – Kerry Hudsonová[7]
- 2014: Ce qui reste de nos vies – Zeruya Shalev
- 2013: Canada – Richard Ford
- 2012: Certaines n'avaient jamais vu la mer – Julie Otsuka
- 2011: Dire son nom – Francisco Goldman
- 2010: Purge – Sofi Oksanen
- 2009: Maurice mit Huhn – Matthias Zschokke
- 2008: Chaos calme – Sandro Veronesi
- 2007: Le goût de la mère – Edward Saint-Aubyn
- 2006: L'Histoire de Chicago May (The Story of Chicago May) – Nuala O'Faolain
- 2005: The Falls – Joyce Carol Oatesová
- 2004: Sang impur (The Speckled People) – Hugo Hamilton
- 2003: La porte (The Door) – Magda Szabóová
- 2002: Montedidio (God's Mountain) – Erri De Luca
- 2001: Mauvaise Pente (The Long Falling) – Keith Ridgway
- 2000: Mon Frère (My Brother) – Jamaica Kincaid
- 1999: Le Bouddha blanc (The White Buddha) – Hitonari Tsuji
- 1998: Pleine Lune (Full Moon) – Antonio Muñoz Molina
- 1997: La Capitale déchue (The Abandoned Capital) – Jia Pingwa
- 1996: Demain dans la bataille, pense à moi (Tomorrow in the Battle Think On Me) – Javier Marias
- 1995: Rouge décanté (Sunken Red) – Jeroen Brouwers
- 1994: Royaume interdit (Sacred Country) – Rose Tremain
- 1993: L'Enfant volé (The Child in Time) – Ian McEwan
- 1992: Love, etc. – Julian Barnes
- 1991: Ce vaste monde (The Great World) – David Malouf
- 1990: Matin perdu – Vergilio Ferreira
- 1989: La Vérité sur Lorin Jones (The Truth About Lorin Jones) – Alison Lurie
- 1988: La Boîte noire (Black Box) – Amos Oz
- 1987: Mouflets (Monkeys) – Susan Minot
- 1986: Bethsabée (Bathsheba) – Torgny Lindgren
- 1985: Michael K, sa vie, son temps (Life & Times of Michael K) – John Maxwell Coetzee

### Prix Femina Essai
- 2023: La Colère et l'Oubli – Hugo Micheron
- 2022: Tombeaux – Annette Wieviorka[2]
- 2021: Un étranger nommé Picasso – Annie Cohen-Solalová
- 2020: Joseph Kabris ou Les possibilités d'une vie – Christophe Granger[3]
- 2019: Giono, furioso – Emmanuelle Lambertová
- 2018: Gaspard de la nuit – Elisabeth De Fontenayová[4]
- 2017: Mes pas vont ailleurs – Jean-Luc Coatalem
- 2016: Charlotte Delbo, la vie retrouvée – Ghislaine Dunant
- 2015: Claude Levi-Strauss – Emmanuelle Loyerová[7]
- 2014: Et dans l'éternité je ne m'ennuierai pas – Paul Veyne
- 2014: Dictionnaire amoureux de Marcel Proust – Jean-Paul Enthoven a Raphaël Enthoven
- 2012: Ethno-roman – Tobie Nathan
- 2011: L'Homme qui se prenait pour Napoléon : Pour une histoire politique de la folie – Laure Murat
- 2010: Élisée Reclus : géographe, anarchiste, écologiste – Jean-Didier Vincent
- 2009: Histoire de chambres – Michèle Perrot
- 2008: Voix off – Denis Podalydès
- 2007: L'Encre du voyageur – Gilles Lapouge
- 2006: Qui dit je en nous? Une histoire subjective de l'identité – Claude Arnaud
- 2005: L'ensauvagement – Thérèse Delpech
- 2004: L'Indiscrétion des frères Goncourt – Roger Kempf
- 2003: Une saison de machettes – Jean Hatzfeld
- 2002: Massoud – Michael Barry

### Prix Femina des lycéens
- 2023: Ce que je sais de toi – Eric Chacour
- 2022: Tenir sa langue – Polina Panassenková
- 2021:  Le Rire des déesses – Ananda Deviová
- 2020: Ce qu'il faut de nuit – Laurent Petitmangin
- 2019: La Chaleur – Victor Jestin
- 2018: Je voudrais que la nuit me prenne – Isabelle Desesquellesová
- 2017: Ma reine – Jean-Baptiste Andrea
- 2016: Tropique de la violence – Nathacha Appanahová